# Alfred Engel
Alfred Engel (geboren am 4. Oktober 1881 in Mähren, Österreich-Ungarn; gestorben am 9. Juni 1944 im KZ Theresienstadt) war ein Gymnasiallehrer und Museumsleiter in Böhmen und Mähren.

## Leben und Wirken
Die Eltern Salomon Engel und Jana, geborene Fischer lebten als deutschsprachige jüdische Familie in Mährisch Neustadt (Uničov). Alfreds Geburtsort ist unsicher. 
Er  studierte in Wien Altphilologie und promovierte 1904.
Seit 1909 unterrichtete er am deutschsprachigen Gymnasium in Smíchov bei Prag wahrscheinlich Griechisch.
1914/15 gründete er eine Notschule für jüdische Flüchtlinge aus dem Osten, mit Unterstützung des Innenministeriums. In dieser unterrichtete zeitweise auch der Schriftsteller Max Brod.
Spätestens seit 1919 war Alfred Engel Schulreferent (Verantwortlicher für schulische Angelegenheiten) des Jüdischen Nationalrates in der neuen Tschechoslowakischen Republik. Er sprach sich dabei für eine tolerante Sprachenpolitik in den Schulen des Landes aus, in denen die jeweilige Mehrheitssprache als offizielle Unterrichtssprache gewählt werden sollte, die jeweils andere Sprache aber eine möglichst breite Berücksichtigung finden sollte. Außerdem war er Mitglied im Zionistischen Zentralrat in der Tschechoslowakei.
1922 wurde Alfred Engel Griechischprofessor am Deutschen Masaryk-Staatsgymnasium in Brno, wahrscheinlich durch Vermittlung von Max Brod und den Staatspräsidenten Tomaš Masaryk. Seit Ende der 1920er Jahre setzte er sich sehr aktiv für die Gründung eines zentralen jüdischen Museums für Mähren in Mikulov (Nikolsburg) ein. Er besuchte viele jüdische Gemeinden und trug eine umfangreiche Sammlung zusammen. 1938 wurde diese wegen der Grenzlage nach Brünn verlegt, konnte dort aber nicht mehr ausgestellt werden und gelangte schließlich nach Prag.
Auch Alfred Engel kehrte nach Smíchov zurück und arbeitete seitdem unentgeltlich für das Prager Jüdische Museum. In den folgenden Jahren war er dort an dem Aufbau eines jüdischen Zentralmuseums beteiligt.
1943 wurde Alfred Engel in das Konzentrationslager Theresienstadt deportiert, wo er im darauffolgenden Jahr starb.
Ein schriftlicher Nachlass befindet sich im Archiv des Jüdischen Museums in Prag.

## Veröffentlichungen
Alfred Engel veröffentlichte mehrere Schriften zu pädagogischen Themen und zur jüdischen Regionalgeschichte.
- Die jüdische Schule im tschechoslowakischen Staate, 1919.
- 2. Lesebuch für jüdische Volksschulen im Tschechoslowakischen Staate, 1921.
- Die Ausweisung der Juden aus den königlichen Städten Mährens und ihre Folgen, in: S. Steinherz (red.) Ročenka Společnosti pro dějiny židů v Československé republice, 2, 1930, s. 48–94.
- Der Griechisch-Unterricht: seine alten und neuen Aufgaben (= Wissenschaftliche Beilage zum Jahresbericht des Deutschen Masaryk-Staatsgymnasiums in Brünn für das Schuljahr 1930–31), 1931.
- Hellenika. Griechisches Lesebuch für den Anfangsunterricht, 1934.
- Sefer zikaron le-ptichat ha-muzeon ha-jehudi be-k“k N“Š. Památník Židovského ústředního musea pro Moravsko-Slezsko. Gedenkbuch im Auftrage des Kuratoriums herausgegeben von Prof. Dr. A. E., Nikolsburger Judengemeinde, 1936 (darin Jak museum vzniklo, s. 5–7; Neue Zeugnisse zur jüdischen Geschichte von Nikolsburg), s. 114–130.
- Beiträge zur Geschichte der Judengemeinde Brünn, [ohne Jahr].